# Egilbert de Bamberg
Egilbert (mort le 29 mai 1146 à Bamberg) est patriache d'Aquilée de 1129 à 1130 et évêque de Bamberg de 1139 à sa mort.

## Biographie
Il devient diacre de la cathédrale de Bamberg en 1120. En 1129 il est nommé patriarche d'Aquilée, mais il ne se fait pas accepter et retourne à Bamberg. Il reçoit alors le prieuré de Saint-Gangolf (de). Après la mort de l'évêque Othon, le chapitre l'élit nouvel évêque en juillet 1139. Il va à Rome pour recevoir l'ordination et l'obtient en octobre 1139 par le pape Innocent II qui lui donne aussi le pallium.
Pendant l'épiscopat d'Egilbert, le diocèse s'agrandit avec Pottenstein et Marktrodach ainsi que les châteaux de Giech (de) et de Lichtenfels (de). Le plus grand événement au cours de son règne fut peu de temps avant sa mort la canonisation de Henri III du Saint-Empire par le pape Eugène III le 11 mars 1146.

## Source, notes et références
- (de) Cet article est partiellement ou en totalité issu de l’article de Wikipédia en allemand intitulé « Egilbert (Bamberg) » (voir la liste des auteurs).
- (de) Friedrich Hausmann (de), « Egilbert », dans Neue Deutsche Biographie (NDB), vol. 4, Berlin, Duncker & Humblot, 1959, p. 337 (original numérisé).